# 1654 au théâtre
| Années du théâtre : 1651 - 1652 - 1653 - 1654 - 1655 - 1656 - 1657    |
| Décennies du théâtre : 1620 - 1630 - 1640 - 1650 - 1660 - 1670 - 1680 |

## Pièces de théâtre publiées
- La Mort d'Agrippine, tragédie de Savinien de Cyrano de Bergerac, Paris, Charles de Sercy Lire sur Gallica.
- Le Jodelet, ou Le maître valet, comédie de Paul Scarron, Rouen, Antoine Ferrand Lire sur Gallica.
- Cassandre, comtesse de Barcelone, tragi-comédie de François Le Métel de Boisrobert, Paris, Augustin Courbé Lire sur Gallica.
- Le Parasite, comédie de Tristan L'Hermite, Paris, Augustin Courbé Lire sur Gallica.

## Pièces de théâtre représentées
- 2 et 5 février :  Lucifer, tragédie de Joost van den Vondel. Les autorité religieuses en font ordonner la suspension[1].
- 15 et 22 décembre : Le Triomphe de l'Amour sur les Bergers et les Bergères, drame lyrique de Charles Beys, avec accompagnement musical de l'organiste Michel de La Guerre, Paris, palais du Louvre.

## Naissances
- 20 janvier : Michel de Swaen, poète et dramaturge des Pays-Bas espagnols puis du royaume de France, de langue néerlandaise, mort le 3 mai 1707.
- Vers 1654 : 
  - Edward Ravenscroft, dramaturge anglais, mort en 1707.

## Décès
- 7 juin : Giambattista Andreini, poète, acteur et dramaturge italien, né le 9 février 1576.